# Novaja Malykla
Novaja Malykla (in russo Но́вая Малыкла́?) è un villaggio della Russia europea, situato nell'oblast' di Ul'janovsk. È il centro amministrativo del rajon Novomalyklinskij.
Si trova 95 km a est di Ul'janovsk e 20 km a est di Dimitrovgrad.